# Maracana
Stadion Maracanã (portugalsko Estádio do Maracanã), uradno Estádio Jornalista Mário Filho, je nogometni stadion v Riu de Janeiru v Braziliji. Stadion je del kompleksa, ki vključuje areno, znano po imenu Maracanãzinho, kar v portugalščini pomeni 'mala Maracanã'. Stadion je v lasti vlade zvezne države Rio de Janeiro, zdaj pa ga upravljata kluba Fluminense in Flamengo. Stoji v soseski Maracanã, poimenovani po Rio Maracanã, danes kanalizirani reki v Riu de Janeiru.
Stadion je bil odprt leta 1950, da bi gostil svetovno prvenstvo v nogometu, na katerem je Brazilijo 16. julija 1950 premagal Urugvaj z 2:1 pred še vedno rekordno udeležbo 173.850 gledalcev. Prizorišče se je ob 26 priložnostih udeležilo 150.000 ali več obiskovalcev in kar 284-krat videlo več kot 100.000 množico. Toda ker so bili terasasti deli sčasoma nadomeščeni s sedeži in po prenovi za svetovno prvenstvo v nogometu leta 2014 se je njegova prvotna zmogljivost zmanjšala na trenutnih 73.139, vendar ostaja največji stadion v Braziliji in tretji največji v Južni Ameriki po Estadio Monumental v Argentini in Estadio Monumental v Peruju. Fluminense in Flamengo sta še vedno lastnika klubskega rekorda vseh časov, s 194.603 gledalci, ki so podpirali svoja kluba na svetovno znanem derbiju Fla-Flu leta 1963.
Stadion se večinoma uporablja za nogometne tekme med glavnimi nogometnimi klubi v Rio de Janeiru, vključno s Fluminense, Flamengo, Botafogo in Vasco da Gama. Gostil je tudi vrsto koncertov in drugih športnih dogodkov. Bilo je glavno prizorišče Panameriških iger leta 2007, kjer so gostili nogometni turnir ter otvoritveno in zaključno slovesnost. Maracana je bila delno obnovljena v pripravah na Pokal konfederacij FIFA 2013 in Svetovno prvenstvo v nogometu 2014, za katerega je gostila več tekem, vključno s finalom. Prav tako naj bi gostil tekme za svetovno prvenstvo v nogometu za ženske leta 2027, najverjetneje bo gostil finale. Služil je kot prizorišče otvoritvenih in zaključnih slovesnosti poletnih olimpijskih in paraolimpijskih iger 2016, glavni atletski dogodki pa so potekali na Estádio Olímpico. Stadion je bil izbran tudi za gostitelja finala Copa Libertadores leta 2020 in 2023.

## Ime
Stadion je bil poimenovan leta 1966 v čast preminulega Mária Filha, pernambuškega športnega novinarja, brata Nelsona Rodriguesa, ki je močno podpiral gradnjo Maracane.
Priljubljeno ime stadiona izhaja iz reke Maracanã, katere izvor je v hribih, poraslih z džunglo, na zahodu, ki prečka različne bairrose (soseske) Zone Norte (severne cone) Ria, kot sta Tijuca in São Cristóvão, preko odtočnega kanala, ki ima poševne stranice, izdelane iz betona. Ko se izlije v Canal do Mangue, se izlije v zaliv Guanabara. Ime Maracanã izhaja iz avtohtone besede Tupi-Gvarani za vrsto papige, ki je naseljevala regijo. Stadion je bil zgrajen pred nastankom poznejše soseske Maracanã, ki je bila nekoč del Tijuce.
Stadion Crvene zvezde Beograd, se popularno imenuje Marakana v čast brazilskega stadiona.
Marca 2021 je zakonodajalec zvezne države Rio de Janeiro izglasoval spremembo imena prizorišča v stadion Edson Arantes do Nascimento - Rei Pele. Edson Arantes do Nascimento je bilo polno ime 82-letnika, medtem ko Rei v portugalščini pomeni kralj. Guverner zvezne države Rio de Janeiro mora odobriti spremembo imena, preden postane uradna.

## Zgodovina

### Gradnja
Potem ko je brazilska vlada pridobila pravico do izvedbe svetovnega prvenstva v nogometu leta 1950, si je prizadevala zgraditi nov stadion za turnir. Carlos Lacerda, tedanji kongresnik in politični sovražnik župana mesta, generala Ângela Mendesa de Moraisa, je gradnjo Maracane kritiziral zaradi stroškov in izbrane lokacije stadiona, pri čemer je trdil, da bi moral biti zgrajen v Zahodni coni, soseski Jacarepaguá. Takrat je na izbranem območju stal teniški stadion. Kljub temu ga je podprl novinar Mário Filho in Mendes de Morais je lahko premaknil projekt naprej. Natečaj za projektiranje in gradnjo je leta 1947 odprla občina Rio de Janeiro, gradbeno pogodbo je oddala inženirju Humbertu Meneskalu, arhitekturno pogodbo pa sedmim brazilskim arhitektom, Michaelu Feldmanu, Waldirju Ramosu, Raphaelu Galvãu, Oscarju Valdetaru, Orlando Azevedo, Pedro Paulo Bernardes Bastos in Antônio Dias Carneiro.
Prvi temeljni kamen je bil na mestu stadiona položen 2. avgusta 1948. Prva tekma svetovnega prvenstva je bila načrtovana za 24. junij 1950, tako da sta za dokončanje gradnje imeli malo manj kot dve leti. Vendar je delo hitro zaostajalo, zaradi česar je FIFA poslala Ottorina Barassija, vodjo italijanske nogometne zveze, ki je leta 1934 organizirala svetovno prvenstvo, na pomoč v Riu de Janeiru. Stadion je zgradilo 1500 delavcev, v zadnjih mesecih pa jih je delalo še dodatnih 2000. Kljub temu, da je bil stadion začel uporabljati leta 1950, je bila gradnja v celoti dokončana šele leta 1965.

### Otvoritev in svetovno prvenstvo v nogometu 1950
Otvoritvena tekma stadiona je bila 16. junija 1950. Rio de Janeiro All-Stars je premagal São Paulo All-Stars s 3–1; Didi je postal igralec, ki je dosegel prvi gol na stadionu. Medtem ko je bil večji del stadiona dokončan, je bil še vedno videti kot gradbišče; ni imel sanitarij in novinarske lože. Brazilski uradniki so trdili, da lahko sprejme več kot 200.000 ljudi, medtem ko Guinnessova knjiga svetovnih rekordov ocenjuje, da lahko sprejme 180.000, drugi viri pa so navedli zmogljivost 155.000. Nesporno je, da je Maracanã prehitela Hampden Park kot največji stadion na svetu. Kljub nedokončanosti stadiona je FIFA dovolila igranje tekem na prizorišču in 24. junija 1950 je bila prva tekma svetovnega prvenstva v nogometu, ki jo je spremljalo 81.000 gledalcev. V času svetovnega prvenstva so bile na stadionu večinoma tribune brez posameznih sedežev.

### Dokončanje stadiona in leta po svetovnem prvenstvu
Od svetovnega prvenstva leta 1950 se stadion Maracanã uporablja predvsem za klubske tekme štirih velikih nogometnih klubov v Riu – Vasco, Botafogo, Flamengo in Fluminense. Stadion je gostil tudi številne finale domačega nogometnega pokala, predvsem Copa do Brasil in Campeonato Carioca. 21. marca 1954 je bil na tekmi med Brazilijo in Paragvajem dosežen nov uradni rekord gledalcev, potem ko je na stadion z vstopnico prišlo 183.513 gledalcev, na Fla-Flu (1963) pa 194.603 (177.656 gledalcev). Leta 1963 je vodstvo stadiona kvadratne vratnice zamenjalo z okroglimi, vendar sta minili še dve leti, preden je bil stadion v celoti dokončan. Leta 1965, 17 let po začetku gradnje, je bil stadion končno dokončan. Septembra 1966, po smrti Mária Rodriguesa Filha, brazilskega novinarja, kolumnista, športnika in vidnega aktivista, ki je bil v veliki meri odgovoren za prvotno izgradnjo stadiona, so skrbniki stadiona preimenovali stadion po njem: Estádio Jornalista Mário Rodrigues Filho. Vendar se je vzdevek Maracanã še naprej uporabljal kot skupni referenčni naziv.
Zgornja tribuna na stadionu se je zrušila 19. julija 1992, v drugi tekmi finala 1992 Campeonato Brasileiro Série A, med Botafogom in Flamengom, ki je privedla do smrti treh gledalcev in 50 drugih ranjenih. Po katastrofi se je zmogljivost stadiona močno zmanjšala, saj so ga v poznih 1990-ih preuredili v stadion z vsemi sedeži. Medtem je bilo igrišče leta 1998 razvrščeno kot nacionalna znamenitost, kar pomeni, da ga ni bilo mogoče porušiti.

### 21. stoletje, prenove in svetovno prvenstvo v nogometu 2014
Po njegovi 50. obletnici leta 2000 so stadion prenovili, kar je povečalo njegovo polno zmogljivost na približno 103.000. Po letih načrtovanja in devetih mesecih zaprtja med letoma 2005 in 2006 je bil stadion ponovno odprt januarja 2007 s skupno kapaciteto 87.000 gledalcev.
Za Svetovno prvenstvo 2014 ter Olimpijske in Paraolimpijske igre 2016 se je leta 2010 začel velik projekt rekonstrukcije. Prvotna sedežna školjka z dvonivojsko konfiguracijo je bila porušena in je umaknila mesto novi enonivojski sedežni školjki. Prvotna betonska streha stadiona je bila odstranjena in nadomeščena z napeto membrano iz steklenih vlaken, prevlečeno s politetrafluoretilenom. Nova streha pokriva 95 % sedežev na stadionu, za razliko od prejšnje zasnove, kjer so zaščitili le nekatere sedeže v zgornjem obroču in tribune nad dostopom do vrat vsakega sektorja. Stare lože, ki so bile nameščene na nivoju nad tribunami za Svetovno klubsko prvenstvo v nogometu 2000, so bile v procesu rekonstrukcije razstavljene. Novi sedeži so obarvani rumeno, modro in belo, ki skupaj z zeleno barvo igrišča tvorijo brazilske nacionalne barve. Poleg tega se je sivkast ton vrnil kot glavna barva fasade stadiona.
30. maja 2013 je lokalni sodnik odpovedal prijateljsko tekmo med Brazilijo in Anglijo, ki je bila načrtovana za 2. junij, zaradi pomislekov glede varnosti na stadionu. Vlada Ria de Janeira se je na odločitev pritožila in tekma se je nadaljevala, kot je bilo prvotno načrtovano, končni izid pa je bil neodločen 2–2. Ta tekma je zaznamovala ponovno odprtje nove Maracane.

### Razpad po poletnih olimpijskih igrah 2016
Stadion je v mesecih po olimpijskih in paraolimpijskih igrah leta 2016 miroval, v začetku leta 2017 pa so se pojavile fotografije posušenega igrišča, pokritega z rjavimi lisami in manjkajočo travo, iztrganimi sedeži ter poškodovanimi okni in vrati. Dolg v višini 3 milijonov R$ (939.937 USD) lokalnemu energetskemu podjetju je privedel do izklopa elektrike na Maracani. V središču vprašanja je bil pravni spor med lastnikom stadiona, upravljavcem in organizacijskim odborom za olimpijske igre v Riu glede odgovornosti za vzdrževanje igrišča. Maracanã SA, upravljavec, obtožuje, da olimpijski komite ni vrnil prizorišča v sprejemljivem stanju, medtem ko odbor pravi, da stvari, ki so jih morali popraviti, ne bi smele preprečiti delovanja Maracanã.
V šestih mesecih po olimpijskih igrah so bili dnevni ogledi stadiona ustavljeni zaradi vandalizma na stadionu in nasilnih ropov na tem območju. S stadiona so bili ukradeni dragoceni predmeti, vključno z gasilnimi aparati, televizorji in bronastim doprsnim kipom novinarja Mária Filha, po katerem je stadion dobil ime.

### Novi menedžerji
5. aprila 2017 je francoska skupina Lagardère podpisala pogodbo o upravljanju Maracane. Lagardère bo skupaj vložil več kot 500 milijonov R$ do konca koncesije, ki jo je Odebrecht dobil leta 2013 in velja do leta 2048. Časnik Folha de São Paulo je poročal, da skupina ocenjuje, da bo morala porabiti približno 15 milijonov R$ za nujna popravila stadiona. Leta 2013 so nekdanji menedžerji Odebrechta skupaj z AEG in IMX, družbama v lasti brazilskega milijarderja Eikeja Batiste, zmagali v ponudbi za 35-letno upravljanje stadiona. Podjetje je bilo povezano z brazilskim gradbenim podjetjem OAS in amsterdamsko areno. Takrat je bila Lagardère na drugem mestu v razpisu.